# 정여랑
정여랑은 대한민국의 드라마 작가이다.  

## 드라마
- 2016년 KBS2 주말 드라마 《아이가 다섯》 ... 집필[1]
- 2023년 JTBC 주말 드라마 《닥터 차정숙》 ... 집필